# Langenaltheim
Langenaltheim là một đô thị thuộc Mittelfranken, Weißenburg-Gunzenhausen, Đức.